# Kajakarstwo na Letnich Igrzyskach Olimpijskich 2016 – K-2 500 m kobiet
K-2 1000 metrów kobiet to jedna z konkurencji w kajakarstwie klasycznym rozgrywanych podczas Letnich Igrzysk Olimpijskich 2016. Kajakarze rywalizowali między 15 a 16 sierpnia na torze Lagoa Rodrigo de Freitas.

## Terminarz
Wszystkie godziny są podane w czasie brazylijskim (UTC-03:00)
| Data             | Godzina |            |
| ---------------- | ------- | ---------- |
| 15 sierpnia 2016 | 08:24   | Eliminacje |
| 15 sierpnia 2016 | 09:46   | Półfinały  |
| 16 sierpnia 2016 | 08:16   | Finały     |

## Wyniki

### Eliminacje
Najlepsza osada z każdego biegu awansowała do finału A pozostałe osady awansowały do półfinału.
Bieg 1
| Pozycja | Zawodniczki                          | Państwo         | Czas     | Uwagi |
| ------- | ------------------------------------ | --------------- | -------- | ----- |
| 1       | Danuta Kozák Gabriella Szabó         | Węgry           | 1:41.092 | FA    |
| 2       | Karolina Naja Beata Mikołajczyk      | Polska          | 1:41.766 |       |
| 3       | Anastasija Ihorivna Inna Hryščuk     | Ukraina         | 1:43.967 |       |
| 4       | Nadzieja Lapieszka Maryna Litwinczuk | Białoruś        | 1:44.835 |       |
| 5       | Jelena Aniuszina Kira Stiepanowa     | Rosja           | 1:45.906 |       |
| 6       | Genevieve Orton KC Fraser            | Kanada          | 1:46.148 |       |
| 7       | Alyssa Bull Alyce Burnett            | Australia       | 1:46.933 |       |
| 8       | Lani Belcher Angela Hannah           | Wielka Brytania | 1:53.948 |       |

Bieg 2
| Pozycja | Zawodniczki                        | Państwo    | Czas     | Uwagi |
| ------- | ---------------------------------- | ---------- | -------- | ----- |
| 1       | Franziska Weber Tina Dietze        | Niemcy     | 1:42.184 | FA    |
| 2       | Wenjun Ren Qing Ma                 | Chiny      | 1:44.491 |       |
| 3       | Natalia Siergjewa Irina Podonikowa | Kazachstan | 1:45.369 |       |
| 4       | Amalie Thomsen Ida Villumsen       | Dania      | 1:46.246 |       |
| 5       | Nikolina Moldovan Milica Starović  | Serbia     | 1:46.410 |       |
| 6       | Yvonne Schuring Ana-Roxana Lehaci  | Austria    | 1:46.429 |       |
| 7       | Karin Johansson Sofia Paldanius    | Szwecja    | 1:46.456 |       |

## Półfinały
Pierwsze trzy osady z każdego półfinału awansowały do finału A, pozostałe do finału B.
Półfinał 1
| Pozycja | Zawodniczki                          | Państwo   | Czas     | Uwagi |
| ------- | ------------------------------------ | --------- | -------- | ----- |
| 1       | Nadzieja Lapieszka Maryna Litwinczuk | Białoruś  | 1:42.285 | FA    |
| 2       | Anastasija Ihorivna Inna Hryščuk     | Ukraina   | 1:43.363 | FA    |
| 3       | Alyssa Bull Alyce Burnett            | Australia | 1:44.290 | FA    |
| 4       | Yvonne Schuring Ana-Roxana Lehaci    | Austria   | 1:44.462 |       |
| 5       | Wenjun Ren Qing Ma                   | Chiny     | 1:44.780 |       |
| 6       | Nikolina Moldovan Milica Starović    | Serbia    | 1:46.008 |       |

Półfinał 2
| Pozycja | Zawodniczki                        | Państwo         | Czas     | Uwagi |
| ------- | ---------------------------------- | --------------- | -------- | ----- |
| 1       | Karolina Naja Beata Mikołajczyk    | Polska          | 1:41.684 | FA    |
| 2       | Jelena Aniuszina Kira Stiepanowa   | Rosja           | 1:42.439 | FA    |
| 3       | Natalia Siergjewa Irina Podonikowa | Kazachstan      | 1:43.577 | FA    |
| 4       | Karin Johansson Sofia Paldanius    | Szwecja         | 1:44.090 |       |
| 5       | Genevieve Orton KC Fraser          | Kanada          | 1:45.351 |       |
| 6       | Amalie Thomsen Ida Villumsen       | Dania           | 1:47.476 |       |
| 7       | Lani Belcher Angela Hannah         | Wielka Brytania | 1:49.285 |       |

## Finały

### Finał B
| Pozycja | Zawodniczki                       | Państwo         | Czas     | Uwagi |
| ------- | --------------------------------- | --------------- | -------- | ----- |
| 1       | Karin Johansson Sofia Paldanius   | Szwecja         | 1:47.207 |       |
| 2       | Nikolina Moldovan Milica Starović | Serbia          | 1:48.146 |       |
| 3       | Yvonne Schuring Ana-Roxana Lehaci | Austria         | 1:48.834 |       |
| 4       | Amalie Thomsen Ida Villumsen      | Dania           | 1:48.846 |       |
| 5       | Genevieve Orton KC Fraser         | Kanada          | 1:49.389 |       |
| 6       | Wenjun Ren Qing Ma                | Chiny           | 1:51.582 |       |
| 7       | Lani Belcher Angela Hannah        | Wielka Brytania | 1:54.193 |       |

### Finał A
| Pozycja | Zawodniczki                          | Państwo    | Czas     | Uwagi |
| ------- | ------------------------------------ | ---------- | -------- | ----- |
| złoto   | Danuta Kozák Gabriella Szabó         | Węgry      | 1:43.687 |       |
| srebro  | Franziska Weber Tina Dietze          | Niemcy     | 1:43.738 |       |
| brąz    | Karolina Naja Beata Mikołajczyk      | Polska     | 1:45.207 |       |
| 4       | Anastasija Ihorivna Inna Hryščuk     | Ukraina    | 1:45.868 |       |
| 5       | Jelena Aniuszina Kira Stiepanowa     | Rosja      | 1:46.319 |       |
| 6       | Nadzieja Lapieszka Maryna Litwinczuk | Białoruś   | 1:46.967 |       |
| 7       | Natalia Siergjewa Irina Podonikowa   | Kazachstan | 1:48.361 |       |
| 8       | Alyssa Bull Alyce Burnett            | Australia  | 1:51.915 |       |